# نبيل صاين
نبيل صاين (مواليد 21 أبريل 1971، إسطنبول)، ممثل تركي. تخرج من قسم المسرح في جامعة أنقرة. مثل دور «جوشكون» في مسلسل في الداخل، والحلاق محي الدين في مسلسل الحفرة 